# زنان در تئاتر ایران

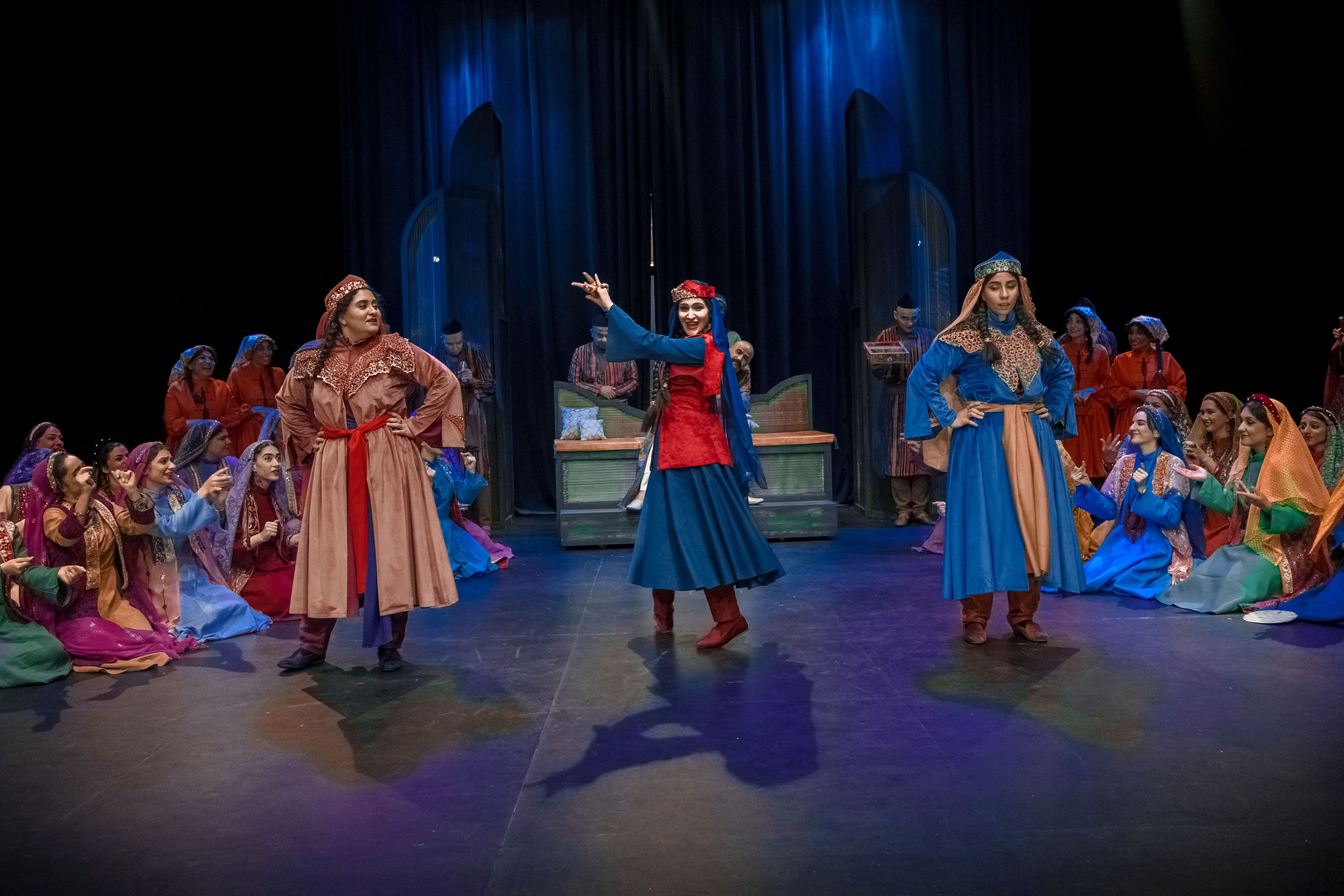
زنانِ ایرانی در حالِ اجرای نمایشنامه‌ای از بهرام بیضایی که در آن زنانِ حرم سلطان را می‌کُشند.

حضور زنان در تئاتر ایران با مبارزات و تلاش‌های بسیار زیادی همراه بوده است. از زمان‌های قدیم، زنان ایرانی با چالش‌های اجتماعی و فرهنگی بسیاری روبرو بودند که مانع از حضور آن‌ها بر روی صحنه تئاتر می‌شد. با این حال، با پیشرفت‌های فرهنگی و اجتماعی در دهه‌های اخیر، زنان توانستند جایگاه خود را در این عرصه پیدا کنند و نقش مهمی در تئاتر ایران ایفا کنند.
حضور زنان در تئاتر با چالش‌های فراوانی همراه بود، از جمله رواج پدیده زن‌پوشی و ممانعت از حضور زنان بر روی صحنه. با این وجود، شخصیت‌های زن در آثار نمایشنامه‌نویسان برجسته‌ای همچون میرزا آقا تبریزی و یقیکیان، توانستند با مردسالاری مقابله کنند. خشونت علیه زنان در عرصه نمایش، به ویژه در دوران مشروطه، موضوعی بحث‌برانگیز بود و تلاش‌های زنان برای حضور در صحنه تئاتر نشان‌دهنده انگیزه قوی آن‌ها برای تغییرات اجتماعی و فرهنگی است.

## تاریخچه

### اولین حضور زنان برروی صحنه تئاتر
نخستین زنی که در ایران بر روی صحنه تئاتر رفت، آشخن، دختر کشیش پاپازیان بود که در تئاتر ارمنی‌ها در تبریز اجرا کرد. نقش ارمنی‌ها در تئاتر ایران، به ویژه در شهرهای تهران، تبریز و اصفهان، بسیار پررنگ بود. نخستین حضور رسمی زن ایرانی و مسلمان بر روی صحنه تئاتر، ملوک حسینی در سال ۱۲۹۴ شمسی بود. با وجود مشکلات، زنان به تدریج نقش بیشتری در تئاتر ایران پیدا کردند و پس از کودتای سوم اسفند ۱۲۹۹ و دوران پهلوی توانستند به‌طور رسمی بر روی صحنه حضور یابند، هرچند تحت سانسور شدید قرار داشتند.
لرتا هایراپتیان تبریزی، نخستین زن بازیگر حرفه‌ای ایران بود که تا سال ۱۳۵۷ به فعالیت‌هایش در تئاتر ادامه داد. او که یکی از بازیگران ارمنی بود، به دلیل تسلط بر زبان فارسی با لهجه خاصی بازی می‌کرد. فعالیتش با پیوستن به گروه کمدی اخوان در سال ۱۳۰۵ خورشیدی آغاز شد و در نمایشنامه تاجر ونیزی ایفای نقش کرد. سپس به دعوت اسماعیل مهرتاش به تئاتر جامعه باربد پیوست. با وجود وقفه‌ای در فعالیت‌های جامعه باربد بین سال‌های ۱۳۱۸ تا ۱۳۲۱، لرتا همچنان به فعالیت‌هایش ادامه داد و نقش‌های مهمی در نمایشنامه‌های همسرش، عبدالحسین نوشین، ایفا کرد

### چالش‌ها و دستاوردها
در نیمه دوم سال ۱۳۰۲، «مجمع فرهنگی و هنری پیک سعادت نسوان» به همت ساری امانی در رشت تأسیس شد و اولین نمایشنامه خود را با نام «عروسی دختر فروشی» اجرا کرد. در سال ۱۳۰۵، علینقی وزیری هنرستان موسیقی را تأسیس کرد و با همکاری اسماعیل مهرتاش تولید اپرا را آغاز کردند. امیر سعادت نیز با اولین گروه بازیگران زن ایرانی تئاتر سعادت را راه‌اندازی کرد. اما حرکت‌های اولیه هنری زنان با مشکلاتی همراه بود و اغلب با مقاومت و خشونت مواجه می‌شدند.
با وجود تمامی مشکلات و مقاومت‌ها، تلاش‌های زنان هنرمند در عرصه تئاتر به مرور زمان ثمر داد. در دهه ۱۳۱۰، گروه‌های تئاتری زنان با چالش‌های بسیاری روبرو شدند، اما همچنان به فعالیت‌های خود ادامه دادند. در سال ۱۳۱۴، «کانون بانوان» تشکیل شد که در فعالیت‌های خود تعدادی نمایشنامه با موضوعات زنانه روی صحنه آورد. این فعالیت‌ها به نوعی مسیر برای زنان در عرصه تئاتر هموارتر کرد.

### تئاتر فرهنگ
تئاتر فرهنگ یکی از نقاط عطف تاریخ تئاتر ایران به‌شمار می‌آید. در سال ۱۳۲۳ خورشیدی، این تئاتر توسط عبدالحسین نوشین و لرتا هایراپتیان تأسیس شد. تئاتر فرهنگ با نمایشنامه «ولپن» به عنوان نخستین نمایش خود آغاز به کار کرد و به زودی جایگاه ویژه‌ای در میان علاقه‌مندان به تئاتر پیدا کرد. این تئاتر به دلیل نظم، دقت و احترامی که برای هنرپیشگان قائل بود، بسیار مورد توجه قرار گرفت و توانست نمایش‌های مهمی از ادبیات کلاسیک و نوین را به صحنه بیاورد.